# George Hitchcock

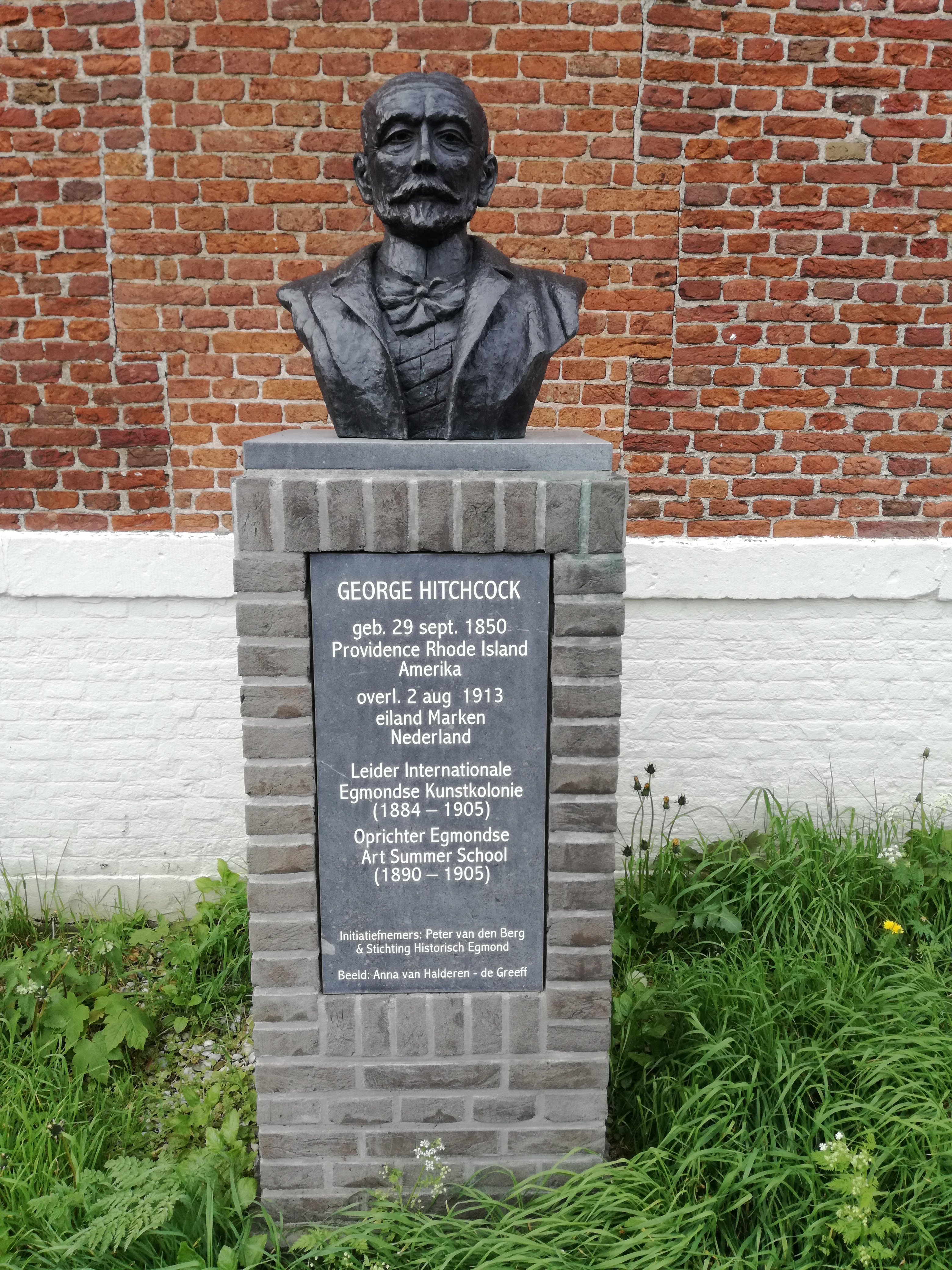
George Hitchcock

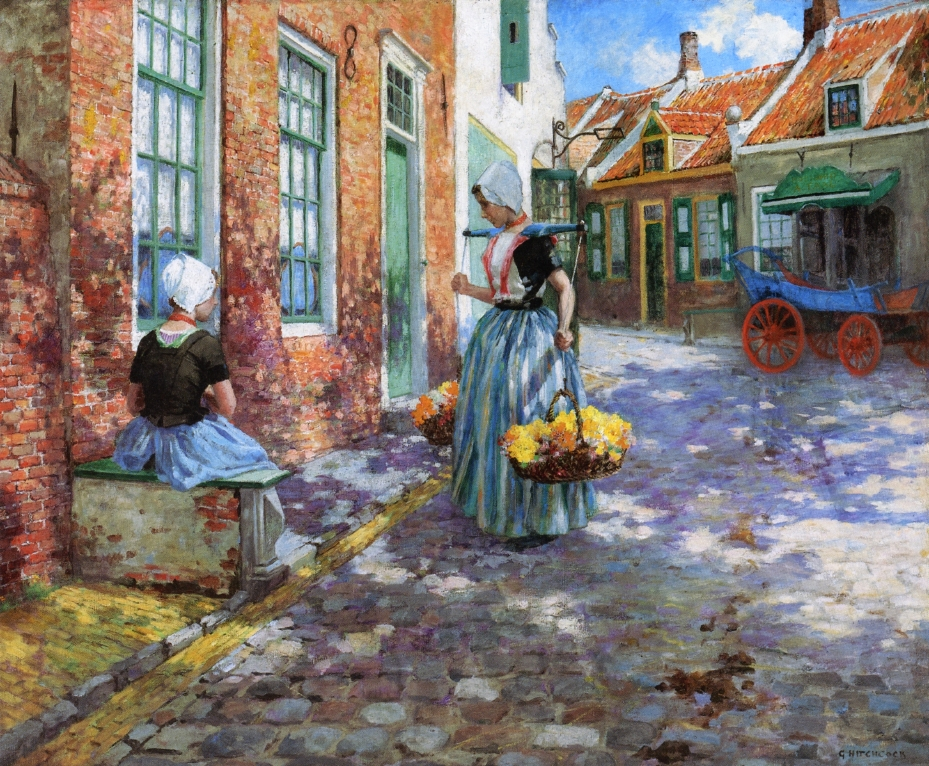
Dziewczyna z kwiatami

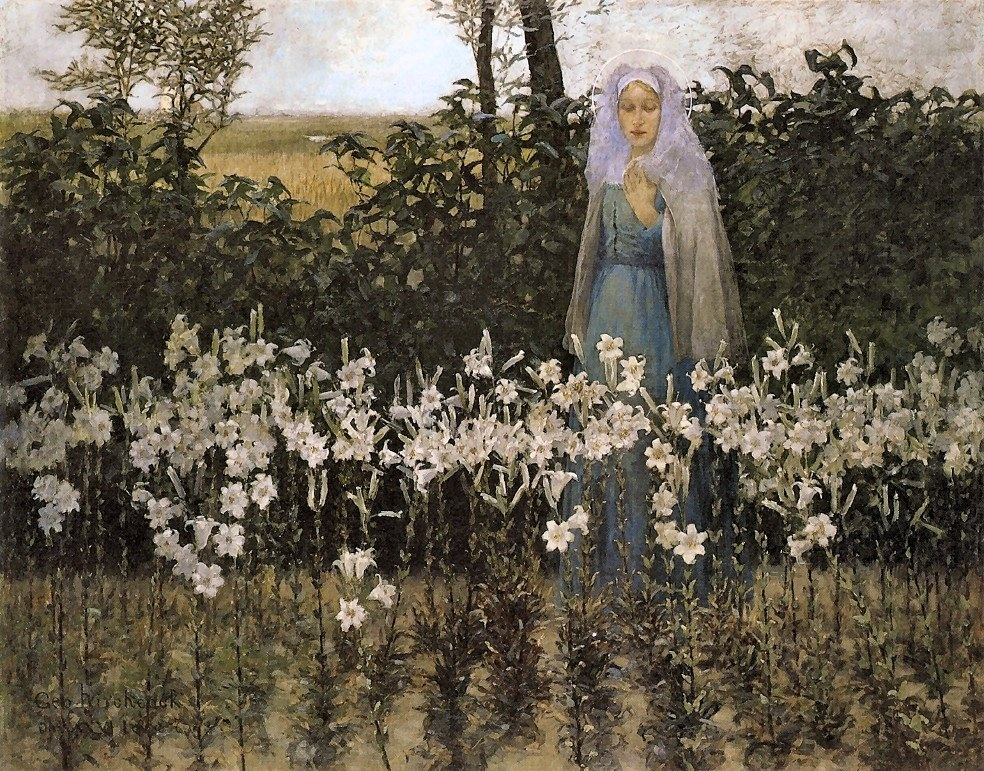
Zwiastowanie, 1887

George Hitchcock (ur. 28 września 1850 w Providence, zm. 2 sierpnia 1913 w Marken) – amerykański malarz.
Hitchcock był absolwentem prawa Uniwersytetu w Manitoba i Harvard Law School, jednak niewiele osiągnął jako adwokat. W wieku 29. lat wyjechał do Paryża, gdzie studiował pod kierunkiem Gustave'a Boulangera i Jules'a Josepha Lefebvre'a. Studia kontynuował w Londynie, Hadze i Düsseldorfie.
Po 10. latach nauki osiadł w Holandii i dał się poznać jako malarz impresjonistycznych krajobrazów, kwiatów i chłopskich kobiet. Osiągnął znaczny sukces artystyczny, wystawiał z powodzeniem w paryskim Salonie, otrzymał również francuską Legię Honorową.
Hitchcock był członkiem wielu instytucji artystycznych m.in. Wiedeńskiej Akademii Sztuk Pięknych, München Secession Society, Art Institute w Chicago, Detroit Institute of Arts i National Academy of Design w Nowym Jorku.